# Бохумил Сладек
Бохумил Сладек (чеш. Bohumil Sládek ( непознат — непознат) био је чехословачки кануиста који се такмичио у другој половини 30-их година прошлог века. Освојио је бронзану медаљу на 1. Светском првенству 1938. у Ваксхолму, Шведска  у дисциплини кану једниклек Ц-1 1.000 м. 